# 丰塞米良
丰塞米良，是西班牙卡斯蒂利亚-拉曼恰瓜达拉哈拉省的一个市镇。总面积7平方公里，总人口137人（2001年），人口密度20人/平方公里。